# Mailand–Sanremo 1965
Mailand–Sanremo 1965 war die 56. Austragung des Eintagesrennens Mailand–Sanremo. Es wurde am 19. März 1965 für Berufsfahrer über eine Distanz von 288 Kilometer ausgetragen. Mailand–Sanremo gehörte zu der 1959 begründeten Rennserie Super Prestige Pernod. Sieger des Radrennens wurde Arie den Hartog aus den Niederlanden.

## Rennverlauf
153 Radrennfahrer stellten sich dem Starter in Mailand. Nach einigen Ausreißversuchen kleinerer Gruppen lagen Adorni und Balmamion am Anstieg zum Poggio in Front. In der Abfahrt wurden beide vom späteren Sieger Arie den Hartog eingeholt. 250 Meter vor dem Ziel trat Arie den Hartog an und gewann den Zielsprint. 90 Fahrer erreichten das Ziel in Sanremo. Von den Mitfavoriten wurde Franco Bitossi 24.

## Ergebnis
| Rang | Fahrer             | Team                      | Zeit           |
| ---- | ------------------ | ------------------------- | -------------- |
| 1.   | Arie den Hartog    | Ford France-Gitane-Dunlop | 6:53:32 h      |
| 2.   | Vittorio Adorni    | Salvarani                 | gl. Zeit       |
| 3.   | Franco Balmamion   | Sanson                    | gl. Zeit       |
| 4.   | Rolf Wolfshohl     | Mercier                   | + 0:51 Minuten |
| 5.   | Willy Vannitsen    | Ford France-Gitane-Dunlop | + 0:55 Minuten |
| 6.   | Jan Janssen        | Pelforth-Sauvage-Lejeune  | gl. Zeit       |
| 7.   | Franco Cribiori    | Ignis                     | gl. Zeit       |
| 8.   | Guido Reybrouck    | Flandria-Romeo            | gl. Zeit       |
| 9.   | Gianni Motta       | Molteni                   | gl. Zeit       |
| 10.  | Flaviano Vicentini | Ignis                     | gl. Zeit       |